# Hospí(cio)tal
Hospí(cio)tal é uma comédia teatral em dois atos escrita por Miguel M. Abrahão em 1978 e publicada, pela primeira vez, em 1982 no Brasil.

## Sinopse
Em um consultório médico, Dra. Jatobá e Srta Gladys aguardam, ansiosamente, a visita de renomados pesquisadores para a grande palestra na qual a médica repassará seus conhecimentos laureados com o Nobel. Contudo, na sala de espera, apenas um paciente, com problemas no ouvido esquerdo, aguarda por seus cuidados. Recusando-se a acreditar que não havia cientistas disputando seu saber, Dra. Jatobá passa a afirmar que o solitário paciente, Grivaldo Grisonaldo, é uma farsa e fora enviado por seus inimigos para desmoralizá-la. A partir de então, a história, ancorada na estética do teatro do absurdo, ganha uma reviravolta surpreendente. Grivaldo aceita entrar no jogo da médica e da enfermeira, porém agora são elas que não acreditam ser ele um renomado pesquisador e passam  a afirmar que o rapaz está muito doente e precisa de uma cirurgia urgente. A operação é realizada à revelia do paciente e, assim, novos e hilariantes acontecimentos modificam o rumo da história. Encenada em 1978, tendo a veterana atriz Lélia Abramo no papel de Jatobá, a peça pode ser considerada como marco inicial do gênero Teatro besteirol no Brasil .

## Ligações Externas
- ENCICLOPÉDIA DO TEATRO